# 葉特羅
葉特羅或譯叶忒罗，又名流珥，伊斯兰名舒阿卜 , 是圣经中记载的亚伯拉罕的庶子米甸的后裔，他居住在西奈山附近。《圣经》记载摩西娶了叶忒罗的一个女儿，有些学者认为《旧约》中的叶忒罗并不是《可兰经》所说的舒阿卜。